# 炭田慎也
炭田慎也（すみだ しんや，2月4日—）是日本的作曲家、编曲家。大阪府吹田市出身。隶属于La Gauno事务所。

## 履历
1994年开始演出幕后的工作。
1997年参加录音室录音、1999年开始活跃于电视、广播、供曲、编曲等广泛领域。
2003年开始专注于作曲。
2011年，为AKB48作曲的飞翔入手获得第53届日本唱片大奖。
2013年，获得日本音樂著作權協會颁发的JASRAC奖银奖。
2017年，为乃木坂46作曲的大影响家获得第59届日本唱片大奖。

## 作品
あいコンP°arty
- On my way -直到抓住光-（作曲）

あっぷる学園応援部
- CLOVER（作曲）

安藤希
- PLACE（編曲）
- 宝物（編曲）
- CANDLE（編曲）
- 花（編曲、吉他、電子琴）
- 天空（編曲、吉他、電子琴）
- MY FRIEND（編曲、木吉他）
- CANDLE（編曲）
- Spring Song（編曲、吉他）

上户彩
- Pieces（作曲）

A应P
- 没有爱就无法战斗（作曲）

AKB48集团
- AKB48
  - 飞翔入手（作曲）
  - 大部分的回忆（作曲）
  - 最后一扇门」（作曲）
  - 檸檬的年纪（作曲）

- AKB48 Team Surprise
  - 1994年的雷鳴（作曲）
  - Hungry Lion（作曲）

- SKE48
  - 不会停止烟花（作曲）

- NMB48
  - 海岸邊最可愛的女孩！（作曲）
  - 最盛期（作曲）
  - 梦的踪迹（作曲）

- Team Dragon from AKB48
  - 世界中之雨（作曲）

- Not yet
  - 前男友结婚的时候（作曲）

大竹佑季
- tasogare（作曲）

守護者4
- 有一天某处。（作曲）

河内美里
- 做梦的早晨（作曲）

神谷浩史
- Q.E.D.（作曲）

Kirakira
- 乙女ゴコロ・花吹雪（編曲、吉他）

桐野かんな
- I wish（編曲・ギター）
- LOOK AT ME（作曲、編曲、吉他）
- 遥远的約束 〜day by day〜（編曲、吉他）
- Thank you for your love（作曲、編曲、吉他）

越架緒莉
- 一定会再见面（編曲、吉他）
- 微小的谎言（編曲、吉他）
- 当你伸出手…（編曲、吉他）

CONNECT
- Keppatchatte（作曲）

JUNE
- Pride of Tomorrow（作曲）

姿月麻人
- ENCORE的楽園（作曲）
- Actress（作曲）

私立恵比寿中学
- chime!（作曲）

島谷ひとみ
- kokoro（作曲）

3B junior
- 明天见（作曲）

高木梓
- LAST ORDER（編曲、吉他）
- Goin' Love（編曲、吉他）

高橋南
- 生锈的摇滚（作曲）

超新星
- p.s.（作曲）

TSURI×BIT
- 真夏的天体観測（作曲）
- 生存之梦（作曲）
- 香草的天空（作曲）
- 爱情的Magical sweet 〜满足你的爱〜（作曲）
- 弹珠汽水色的草图（作曲）
- 不服输的勇气 〜有一天要抬起世界〜（作曲）
- 不用找钱（作曲）
- 樱花地毯（作曲）
- 闲来垂钓（作曲）

TRIO THE SHAKiiiN
- 愛的番茄意大利面（与Larry Forsberg、Lennart Wastesson、Sven-lnge Sjoberg共同作曲）

AAA
- SHE的真相（作曲）

乃木坂46
- 影响者（作曲）
- 意外的BREAK[錨點失效]（作曲）

Hachikin Girls
- 不用假天堂（作曲、編曲）

Fire Lily
- True to my heart 〜重要的想法〜（作曲）

FTIsland
- I change for you（作曲）

平田明宏
- 感谢〜所有的人（全編曲・サウンドプロデュース・ギター・キーボード）
- 七夕传説（編曲）
- STYLE（全編曲、音响制作、吉他、電子琴）

4L
- Ai Ai Ai（編曲、吉他）

V6
- Time's on my side（作曲）

松田美穂
- 觉醒（作曲）

MARIA
- 向着未来的軌跡（作曲）

三田艾里
- midnight blue 〜启程之时〜（作曲）

尾田美由紀&信与葺
- 哪边哪边（作曲）

melody.
- Believe me（作曲）
- Stay with me（作曲）
- Never Goodbye（作曲）

MODE
- together（編曲、吉他）
- even if（編曲、吉他）

桃色幸运草Z
- きみゆき（作曲）

森川美穂
- Eternal Castle （作曲）
- glad（作曲）

森田有希
- 短信息（編曲、古典吉他）
- 心之翼（編曲、木吉他、電子琴）
- 是你太好了（編曲、木吉他）

米倉千尋
- Gift 〜永遠的眼神〜（作曲）
- Goodbye Days（作曲）

上地雄輔
- Tropical（作曲）

r.o.r/s
- CRY-MAX（与原一博共同作曲）

### 动画歌曲
只有神知道的世界
- God only knows 第五幕（与mixakissa共同作曲）
- God only knows（与M.C.E.、mixakissa、木村香真良、前口渉、柳田しゆ共同作曲）

旋風管家
- Teenage Diary（作曲）